# Geozofija
Geozofija je koncept koji je J.K. Wright uveo u geografiju 1947. godine. Pojam je sastavljen od grčkih riječi ‘ge’ (Zemlja) i ‘sophia’ (mudrost). Wright ju je stoga definirao:
Geozofija … je proučavanje geografskog znanja iz bilo koje ili svih točaka gledišta. Njen odnos prema geografiji jednak je odnosu historiografije prema povijesti. Geozofija se bavi prirodom i ekspresijom geografskog znanja kako prošloga tako i sadašnjega—uzimajući u obzir ono što je Whittlesey nazvao 'ljudskim shvaćanjem [terestričkog] prostora'. Tako se ona prostire daleko izvan sržnog područja znanstvenog geografskog znanja ili geografskog znanja kako ga inače sistematiziraju geografi. Uzimajući u obzir čitavo periferno carstvo, ona pokriva geografske ideje, kako istinite tako i neistinite, od svih skupina ljudi—ne samo geografa, nego i poljodjelaca i ribara, poslovnih direktora i pjesnika, romanopisaca i slikara, Beduina i Hotentota—te se zbog tog razloga nužno bavi u velikom stupnju subjektivnim koncepcijama.
(Wright 1947.)
Područje geozofije sažeto se prikazuje kao:
proučavanje svijeta onako kako ga ljudi doživljavaju i zamišljaju
(McGreevy 1987.)
sustavi vjerovanja povezani s ljudskom interakcijom s raznim sredinama na Zemlji.
(Innes Park 1995.)

## Praznovjerje
Geozofija se ponekad koristi kao sinonim za proučavanje Zemljinih zagonetki.